# Pereslavskij rajon
Il Pereslavskij rajon (in russo Переславский район?) è un rajon dell'Oblast' di Jaroslavl', nella Russia europea; il capoluogo è Pereslavl'-Zalesskij. Istituito nel 1929, ricopre una superficie di 3130 chilometri quadrati e nel 2010 ospitava una popolazione di circa 20.000 abitanti.